# David Seth-Smith
David Seth-Smith (* 9. März 1875 in Tangley bei Guildford, Surrey; † 30. Oktober 1963 ebenda) war ein britischer Zoologe und Fernsehmoderator.

## Leben
Seth-Smith wurde als Bauingenieur und Architekt ausgebildet, widmete aber einen Großteil seiner Zeit der Naturgeschichte, insbesondere der Ornithologie. Zu Beginn des 20. Jahrhunderts erreichte Seth-Smith einige bemerkenswerte Zuchterfolge, wofür er sieben Mal mit der Medaille der Avicultural Society ausgezeichnet wurde. Dazu zählten der Kapsperling (1901), das Rotnacken-Laufhühnchen (1903), die Buschtaube (1904), das Schuppentäubchen (1904), der Tataupatinamu (1904), das Buntlaufhühnchen (1905) und die Tasmanienwachtel (1905).
Ende 1907 reiste er im Auftrag der Zoological Society of London für ein halbes Jahr nach Australien. 1908 wurde er dafür mit der Silbermedaille der Zoological Society für eine Sammlung von rund 700 Exemplaren australischer Vögel und Säugetiere ausgezeichnet. Diese Sammelreise beschrieb er 1910 in der Schrift Notes on a Naturalist’s Visit to Australia. 1909 wurde Seth-Smith Arbeitsinspektor im Londoner Zoo. 1923 wurde er zunächst Kurator für Vögel und nach der Pensionierung von Reginald Innes Pocock im selben Jahr übernahm er auch die Verantwortung für die Säugetiersammlung. 1939 beendete er seine Kuratorentätigkeit. 
Im November 1936 war The Zoo Today die allererste Sendung mit lebenden Tieren im britischen Fernsehen. Im Studio saß Seth-Smith, der für die folgenden Sendungen den Titel in Friends from the Zoo änderte. Bis zum Sommer 1939, als die Fernsehübertragung wegen des Zweiten Weltkriegs eingestellt wurde, lief die Serie mindestens einmal im Monat, was sie zur regelmäßigsten Tiersendung des frühen britischen Fernsehens machte. 1936 war Seth-Smith dem Publikum bereits aus einer Reihe von populären Vorträgen über Tiere bekannt, die er seit 1932 im Radio gehalten hatte.
In seinen Fernsehsendungen, die in einem Studio im Alexandra Palace entstanden, stellte Seth-Smith lebende Tiere aus dem Londoner Zoos vor. Unterstützt wurde er von Tierpflegern. Bei einigen Gelegenheiten gingen die BBC-Kameramänner persönlich in den Zoo und führten die Zuschauer zwischen den Käfigen und Gehegen hin und her, wobei Seth-Smith den laufenden Kommentar lieferte. Seth-Smith war ein Experte, der das Fernsehen nutzte, um seinen Zuschauern, qualifiziertes zoologisches Wissen auf unterhaltsame Weise zu vermitteln. Nach dem Krieg, im Juni 1946, kehrte Friends from the Zoo mit dem neuen Moderator Geoffrey Marr Vevers zurück in die BBC.
Er illustrierte und fotografierte viele Tiere und Vögel in Gefangenschaft, darunter im Jahr 1929 die heute höchstwahrscheinlich ausgestorbene Rosenkopfente. Dies sind die einzigen Fotoaufnahmen, die von lebenden Exemplaren dieser Art existieren.
1945 wurde er Fellow der Royal Zoological Society of Scotland. Ferner war er Mitglied des British Ornithologists’ Club, wo er von 1943 bis 1946 als Präsident fungierte. 1938 war er Vizepräsident der British Ornithologists’ Union. Er war Honorary Fellow der New York Zoological Society sowie korrespondierendes Mitglied der American Ornithologists’ Union und der Societe National d’Acclimatation de France.

## Schriften (Auswahl)
- Parrakeets, A Handbook To The Imported Species, 1902
- Birds of Our Country and of the Dominions, Colonies and Dependencies – Their Life, Eggs, Nests and Identification, zwei Bände, 1920
- Adventures with the Zoo Man, 1935
- Zoo Friends – A Pictorial Tour of the Zoo Reproduced from Over 300 Photographs, 1935
- Animals and their Young, 1936
- The Zoo Man Speaking, 1937
- Stories by the Zoo Man, 1939
- Birds of Our Country and of the Dominions, Colonies and Dependencies – Their Life, Eggs, Nests and Identification, drei Bände, 1939
- The Zoo Man Talks about the Wild Birds of Our Country, 1940
- More Adventures with the Zoo Man, 1941
- Jolly Families by the ZOO MAN of the B.B.C., 1946
- Natural History Birds and Mammals, 1949
- Zoo Birds, 1951